# Baloutche (cheval)
Pour les articles homonymes, voir Baloutche.
Le Baloutche est une race de chevaux de selle légers, originaire du Pakistan, et en particulier du Baloutchistan auquel il doit son nom. Il se caractérise par un signe distinctif très particulier, ses oreilles. Elles se touchent aux extrémités comme celles des Kathiawari et des Marwari. Le Baloutche est surtout employé comme cheval de sport et de loisir, en particulier pour la pratique du tent pegging. Par le passé, il servait de monture de cavalerie.

## Dénomination
D'après l'écrivain Giacomo Giammatteo, la seule graphie juste du nom de cette race de chevaux fait appel à une initiale en majuscule, dans la mesure où elle est nommée d'après la région du Baloutchistan.

## Histoire
La tradition locale veut qu'il soit lié à une race de chevaux typée Barbe de l'Ouest de l'Afrique, nommée Bélédougou ou Banamba, ce qui le rapprocherait des chevaux des Waziri d'Afghanistan. Le dictionnaire de CAB International cite la race des chevaux Waziri, propre à l'Afghanistan et au Nord-Ouest du Pakistan, comme étant similaire au Baloutche.
Une autre théorie en fait un animal intermédiaire entre le cheval arabe et le cheval mongol. Le Baloutche est réputé être l'ancêtre de la plupart des chevaux qui peuplent le Pakistan de nos jours, avec l'Unmol.
En 1721, la ville iranienne de Bandar Abbas, tenue par les Britanniques, est attaquée par une force de 400 cavaliers Baloutches montés sur leurs chevaux du pays, qui finissent par prendre la province de Kerman puis la ville de Lar. Le Baloutche a servi à plusieurs reprises de monture de cavalerie au cours de son histoire, puisque le 37e lanciers de Bombay, composé en grande partie de cavaliers Baloutches, porte le titre de « Baluchi Horse ».

## Description

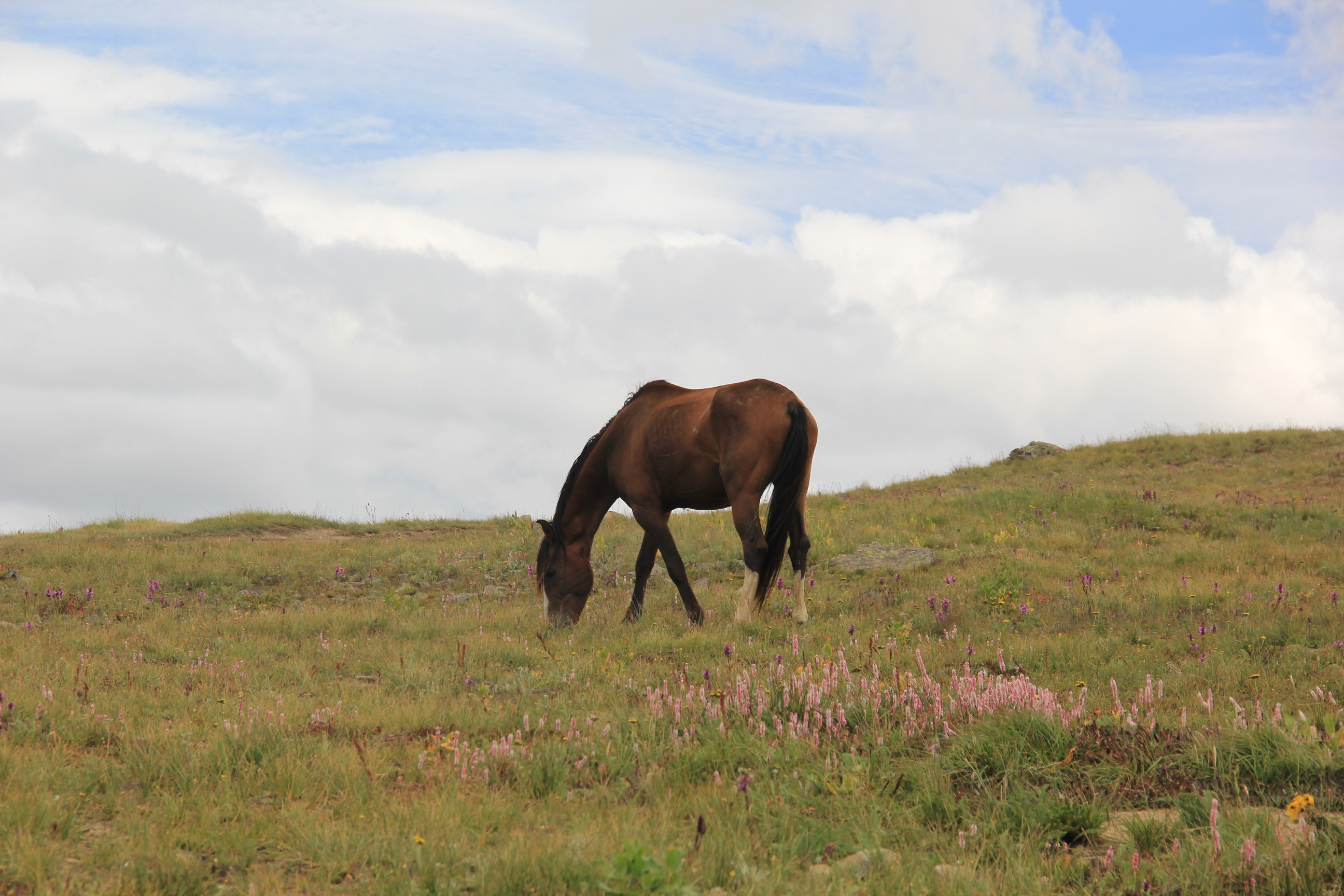
Baloutche en train de brouter.

C'est un cheval de selle, au modèle léger. Selon Bonnie Lou Hendricks (université de l'Oklahoma) et CAB Inetrnational, il toise en moyenne 1,42 m,. En 1893, M. Horace Hayes reportait une taille de 1,47 m. Tout comme le Marwari et le Kathiawari, il présente la particularité d'avoir de longues oreilles fortement tournées vers l'intérieur, dotées d'une courbe caractéristique qui les fait se toucher au sommet,. Sa tête est fine et sèche, dotée d'un profil rectiligne ou légèrement convexe, avec de grands yeux expressifs bien écartés l'un de l'autre. Son encolure est longue et musclée, son garrot bien sorti. Le dos est fort et court, la croupe inclinée, la queue attachée à hauteur moyenne. L'arrière-main est légèrement musclée, ses membres sont longs et fins, avec de solides articulations, des tendons bien définis, et des pieds à la corne très résistante.

### Robe

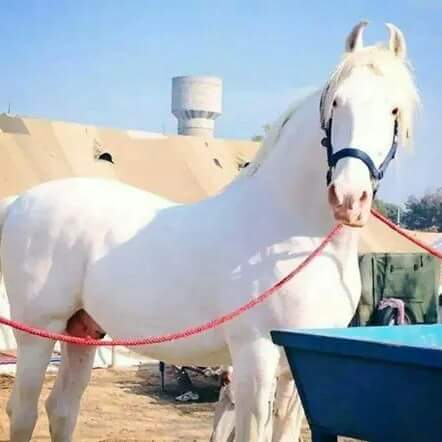
Baloutche de robe blanche.

Les couleurs de robe prédominantes sont le bai, le bai-brun, le noir et le gris. On trouve aussi de l'alezan. 

### Tempérament et entretien
C'est un cheval fort, docile, doux et endurant. Il ne serait toutefois pas aussi résistant aux difficultés du climat que les poneys du sous-continent indien.

## Utilisations

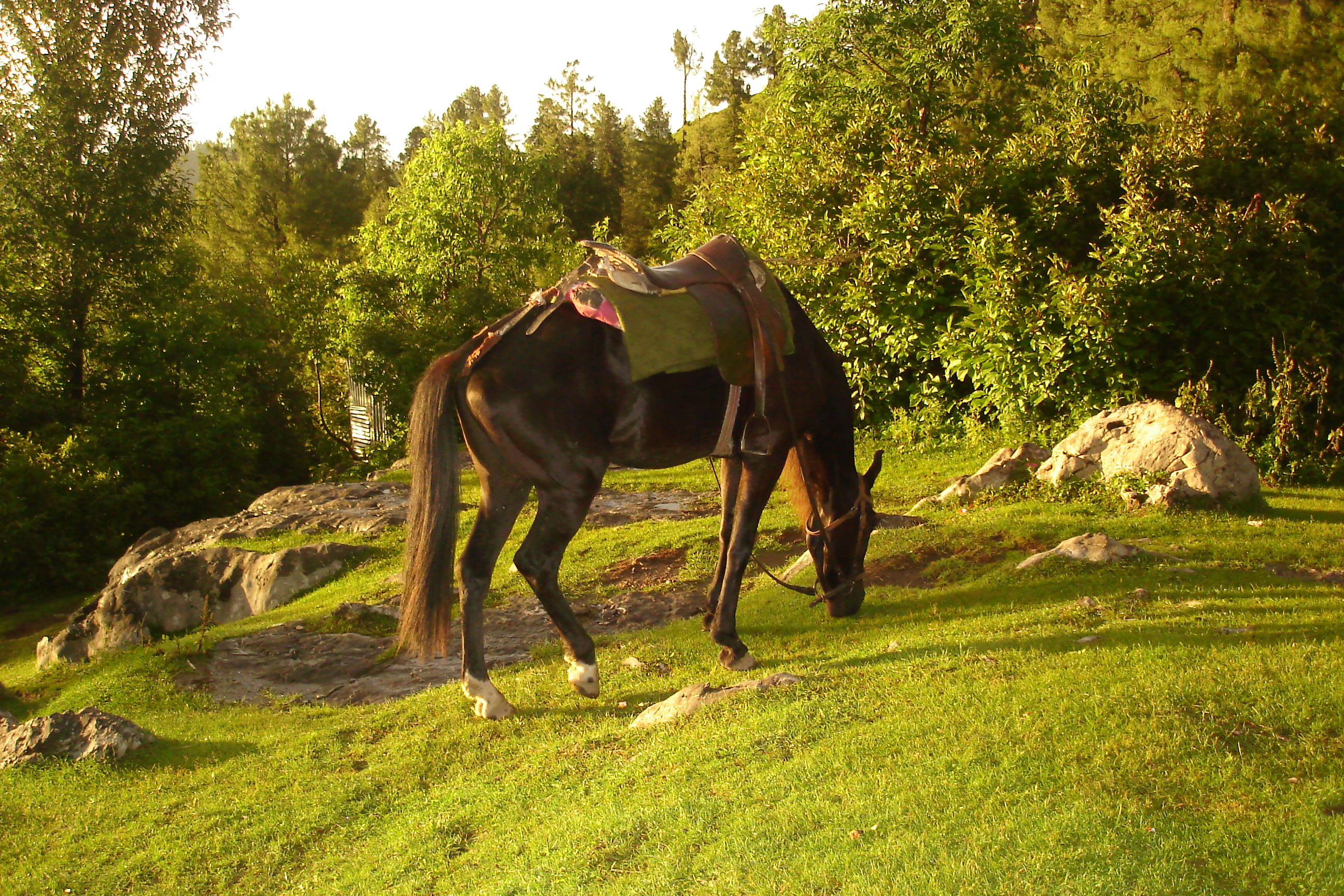
Baloutche sellé en montagne.

Il est à la fois un cheval de selle, de bât et de traction légère. D'après Hendricks, la race est surtout employée en équitation de loisir et comme cheval de sport, notamment pour la pratique du tent pegging. Il sert aussi de cheval de show, et comme cheval d'attelage pour la traction des tongas. Par le passé, ce cheval a été employé en petit nombre par les régiments de cavalerie de l'Inde, et en plus grand nombre par ceux du Pakistan.

## Diffusion de l'élevage
C'est une race considérée comme commune. Le Baloutche est élevé principalement dans certaines zones du Baloutchistan et du Derajat, mais aussi dans le Sind, ainsi que dans les districts de Bahawalpur, Dera Ghazi Khan, Muzaffargarh et Multan, dans la province du Pendjab. L'Organisation des Nations unies pour l'alimentation et l'agriculture (FAO) ne fournit aucun relevé de population. Il est parfois dit qu'il s'en trouve en Inde en petit nombre (1966), mais il n'est pas cité par le National research centre on equines de l'Inde parmi les races de chevaux du pays, ni par la FAO parmi les races de chevaux de l'Inde.

## Dans la culture
Le cheval et l'archerie montée, notamment, sont très présents dans la littérature locale du Baloutchistan. Le cheval Baloutche est cité dans le roman Alec Cowie and the Sword of Persia de Charles Munro.